# Naves (Llanes)
Naves es una pequeña aldea y una parroquia del concejo asturiano de Llanes. Con una superficie de 4,48 km², en 2020 tienen censados 162 habitantes (87 mujeres y 75 hombres), lo que supone el 1,36 % de los 13 184 habitantes de Llanes, y 128 casas, de las que se encuentran habitadas 58.

## Playas
Situada junto al Mar Cantábrico, en la parroquia se encuentran dos de las playas más populares del concejo: San Antolín y Gulpiyuri, esta última con la peculiaridad de ser una playa interior, y declarada como monumento natural. 
La playa de San Antolín, conocida por los lugareños como Bedón —por desembocar en ella el río con este nombre—, es la de mayor extensión del concejo de Llanes. Ambas pertenecen al paisaje protegido de la costa oriental de Asturias.

## Monumentos
En el pueblo destacan como monumentos el monasterio de San Antolín de Bedón, del siglo XII y monumento nacional; y la Iglesia de San Antolín de Naves y Bedón, reconstruida en 1924, además del antiquísimo Templo de Venus. 
Cuenta con un nudo de enlace en la Autovía del Cantábrico, situado en el kilómetro 313.

## Barrios
El Requexu, El Ríu Montés, Iyán, L'Oteru, La Bolera, La Bolerina, La Calle, La Flor, La Ḥondera, La Pedrera, La Pica, La Pola, La Vega, Marrón, Samartín, San Vicenti y Santana.

## Fiestas
Las fiestas de Naves son San Antolín —patrono del pueblo— que se celebra los días 1 y 2 de septiembre; Santa Ana, que se celebra el 26 de julio; La Sacramental, San Vicente y San Martín, esta última el 11 de noviembre.

## Galería de imágenes

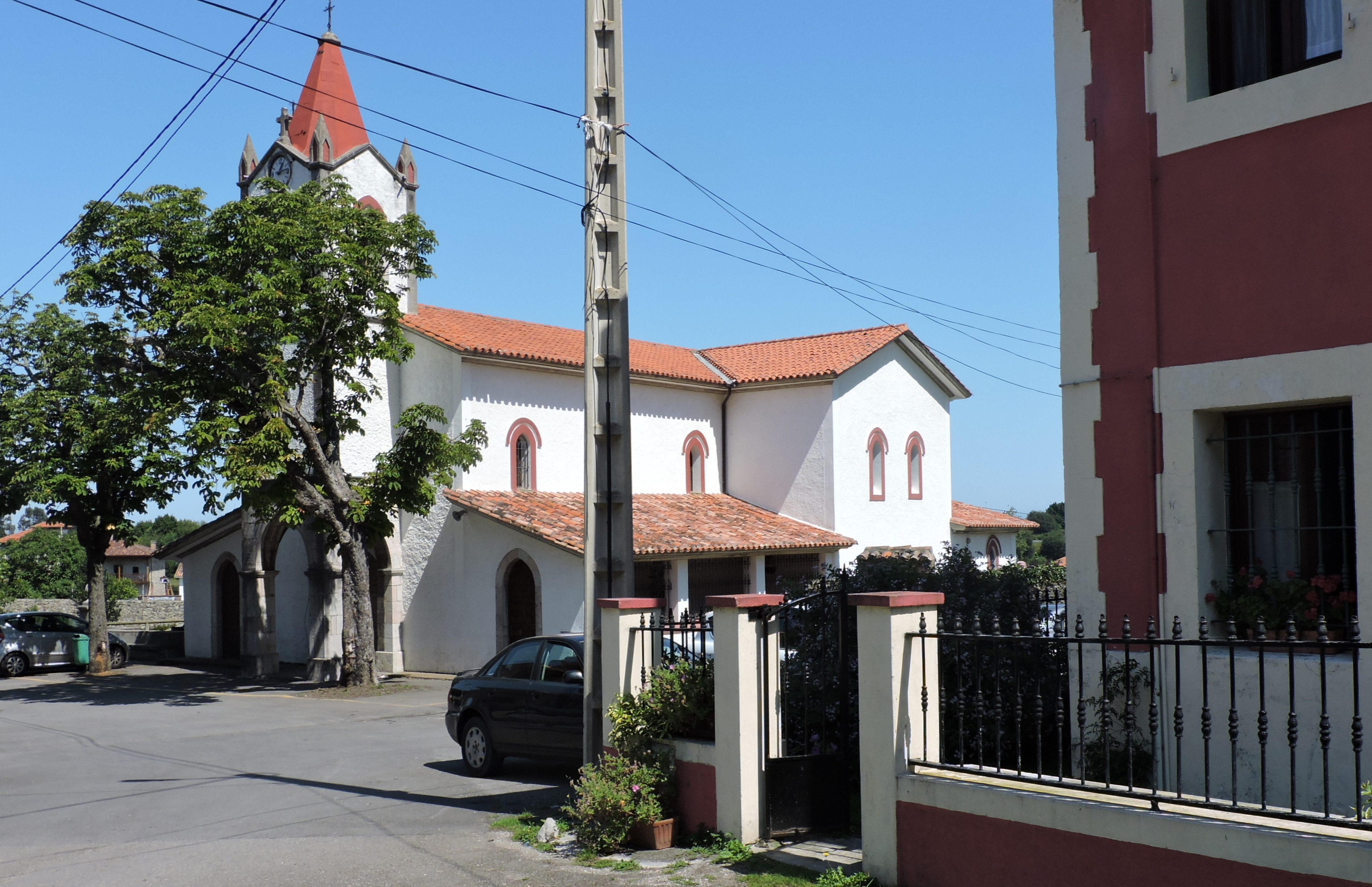
La iglesia
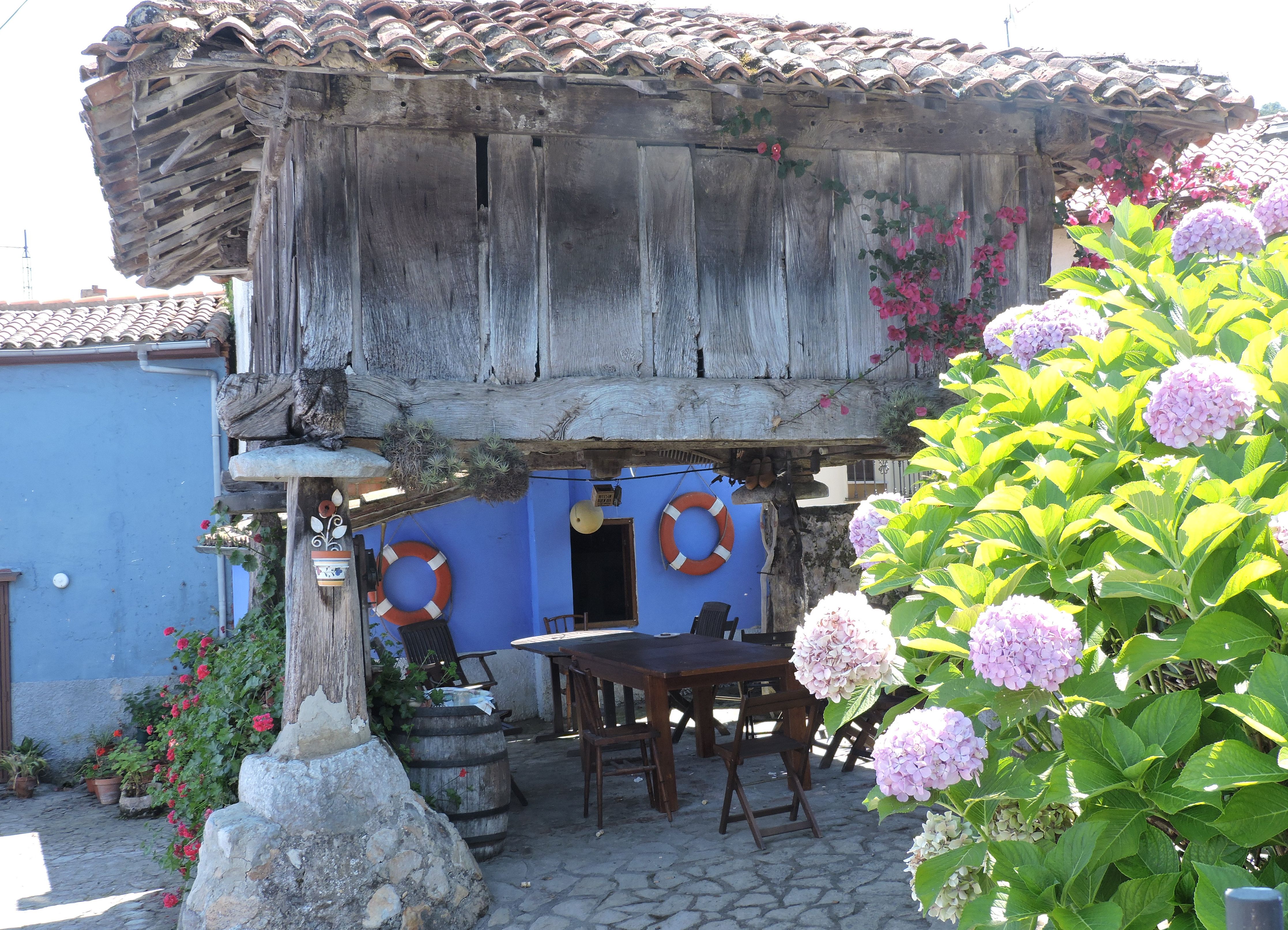
Una vieja casa en Naves